# Hola Airlines
Hola Airlines (Baleares Link Express SL) war eine spanische Charterfluggesellschaft mit Sitz in Palma. Sie betrieb Charter- und VIP-Flüge in Europa. Die Hauptbasis war der Flughafen Palma de Mallorca, neben den Basen Barajas International Airport, Madrid und Barcelona International Airport.

## Geschichte
Der Flugbetrieb der Hola Airlines begann am 15. Mai 2002. Sie wurde von Mario Hidalgo, einem ehemaligen Air-Europa-Express-Manager, gegründet. In den Jahren 2007 und 2008 setzte TUIfly Maschinen der Hola Airlines im Subcharter auf verschiedenen Strecken ein.
Anfang 2010 befand sich die Gesellschaft im Besitz der Gadair European Airlines. Mario Hidalgo war zu diesem Zeitpunkt CEO der Gesellschaft.
Im Februar 2010 hat Hola Airlines den Betrieb eingestellt. Nach Angaben der Airline lagen die Gründe hierfür in der allgemeinen Wirtschaftskrise sowie in einer fehlenden Nachfrage.

## Flotte

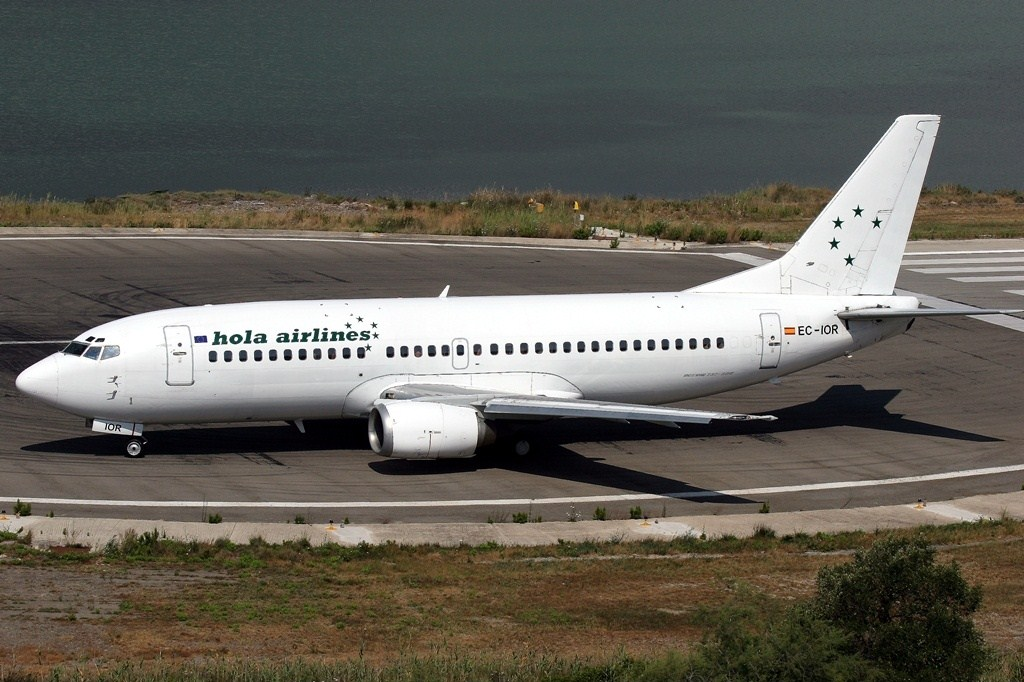
Hola Airlines Boeing 737-382

- 2 Boeing 737-400

Stand Dezember 2009